# Сідар-Блафф (Вірджинія)
Сідар-Блафф (англ. Cedar Bluff) — місто (англ. town) в США, в окрузі Тейзвелл штату Вірджинія. Населення — 1069 осіб (2020).

## Географія
Сідар-Блафф розташований за координатами 37°5′13″ пн. ш. 81°45′49″ зх. д. / 37.08694° пн. ш. 81.76361° зх. д. (37.087051, -81.763659).  За даними Бюро перепису населення США в 2010 році місто мало площу 5,85 км², з яких 5,74 км² — суходіл та 0,10 км² — водойми. В 2017 році площа становила 5,51 км², з яких 5,41 км² — суходіл та 0,10 км² — водойми.

## Демографія
Згідно з переписом 2010 року, у місті мешкало 1137 осіб у 484 домогосподарствах у складі 324 родин. Густота населення становила 195 осіб/км².  Було 573 помешкання (98/км²).
Расовий склад населення:
| - 99,0 % — білих |

До двох чи більше рас належало 0,9 %. Частка іспаномовних становила 0,3 % від усіх жителів.
За віковим діапазоном населення розподілялося таким чином: 20,8 % — особи молодші 18 років, 61,8 % — особи у віці 18—64 років, 17,4 % — особи у віці 65 років та старші. Медіана віку мешканця становила 41,9 року. На 100 осіб жіночої статі у місті припадало 97,7 чоловіків;  на 100 жінок у віці від 18 років та старших — 92,5 чоловіків також старших 18 років.
Середній дохід на одне домашнє господарство  становив 45 859 доларів США (медіана — 29 804), а середній дохід на одну сім'ю — 57 342 долари (медіана — 41 071). Медіана доходів становила 43 589 доларів для чоловіків та 31 917 доларів для жінок. За межею бідності перебувало 28,3 % осіб, у тому числі 51,9 % дітей у віці до 18 років та 15,3 % осіб у віці 65 років та старших.
Цивільне працевлаштоване населення становило 442 особи. Основні галузі зайнятості: освіта, охорона здоров'я та соціальна допомога — 22,9 %, мистецтво, розваги та відпочинок — 10,6 %, роздрібна торгівля — 10,2 %.